# William Jones (roddare)
William Jones, död 2014, var en uruguayansk roddare.
Tillsammans med Juan Antonio Rodríguez Iglesias tog Jones OS-brons i klassen dubbelsculler vid olympiska sommarspelen 1948 i London.